# Şıxımlı
Şıxımlı è un comune dell'Azerbaigian situato nel distretto di Kürdəmir.